# Grian Chatten
Grian Alexander Chatten (Barrow-in-Furness, Engeland, 19 juli 1995) is een Ierse muzikant die vooral bekend is als de zanger en tekstschrijver van de Ierse postpunkband Fontaines D.C.
Grian Chatten werd geboren in Barrow-in-Furness, Engeland, maar groeide op in Skerries, County Dublin. Chatten verhuisde naar The Liberities in Dublin en ging naar de BIMM University, waar hij met vier medestudenten, Carlos O'Connel, Conor Curly, Conor Deegan en Tom Coll de band Fontaines D.C. vormde nadat ze afstudeerden in 2017.
Chatten heeft altijd al een passie voor poëzie gehad; toen hij jong was wilde hij graag voetbalstickers verzamelen, maar zijn vader kocht hem alleen stickers als hij een gedicht van buiten leerde. Deze passie voor poëzie komt vaak ook naar boven in de nummers van Fontaines D.C. Zo zijn er verwijzingen naar James Joyce, John Keats, en is er zelfs een hele strofe die verwijst naar een gedicht van T.S. Eliot in het nummer "Too Real". 

## Fontaines D.C.
In 2019 bracht Fontaines D.C. hun debuutalbum Dogrel uit met Partisan Records. Het album ontving veel lovende kritieken en zette de band op het internationale podium. Een jaar later bracht de band A Hero's Death uit wat hun een Grammynominatie voor beste rockalbum opleverde. Hun derde album, Skinty Fia, was even succesvol als hun voorgaande albums, met hits als "I Love You" en "Roman Holiday" die sterke teksten bevatten van Chatten. Romance werd uitgebracht in 2024 en is hun vierde studioalbum. Chatten kreeg alweer veel lof voor zowel zijn zang als songteksten. Ook voor Romance kregen ze een Grammynominatie.

## Solocarrière
Op 25 april 2023 bracht Chatten zijn eerste single uit "The Score" en 4 mei zijn tweede single "Fairlies". Bijna twee maanden later, op 30 juni 2023, kwam zijn soloalbum Chaos for the Fly uit, wat ook weer veel lovende kritieken ontving.

## Privéleven
Chatten woont in Kentish Town, Londen. Chatten werd gediagnosticeerd met ADHD (attention deficit hyperactivity disorder), waarvoor hij medicatie gebruikt.

## Discografie
Fontaines D.C.
Dogrel (2019)
A Hero's Death (2020)
Skinty Fia (2022)
Romance (2024)
Solo
Albums
Chaos For The Fly (30 juni, 2023)
Singles
"The Score" (25 april, 2023)
"Fairlies" (4 mei, 2023)
"Last Time Every Time Forever" (1 juni, 2023)
"All Of The People" (28 juni, 2023)
Komt voor op
| Nummer               | Album               | Artiest     | Jaar |
| -------------------- | ------------------- | ----------- | ---- |
| "I Saw Light"        | The Line Is A Curve | Kae Tempest | 2022 |
| “Full Way Round”     | This Is What We Do  | Leftfield   | 2022 |
| "Better Way to Live" | Fine Art            | Kneecap     | 2023 |
| "Angel of My Dreams" | TBA                 | JADE        | 2024 |
| "Stranger"           | Viva Hinds          | Hinds       | 2024 |